# Desodorierung
Unter Desodorierung (lat., Verb: desodorieren) versteht man das beabsichtigte Verdecken (technisch auch das gezielte Entfernen) der – meist unerwünschten – spezifischen Gerüche von Duftstoffen, ihres Odors. Von diesem Begriff leitet sich auch die Bezeichnung Deodorant ab, welches ursprünglich Desodorant hieß.
Desodorierung wird z. B. in der Kosmetik, beim Kochen, bei der Raffination von Pflanzenöl, in der chemischen Industrie oder auch in Gebäuden angewendet. Die Methode ist üblicherweise entweder eine Oxidation oder Adsorption der Geruchsstoffe. Als Oxidationsmittel werden in der chemischen Industrie Chlorkalk, Natriumhypochlorit, Natriumperoxid oder Natriumperborat eingesetzt.

## Desodorierung von Pflanzenöl
Bei der Pflanzenöl-Raffination von Rohöl zu raffiniertem Pflanzenöl (zur Verwendung z. B. als Speiseöl) wird als letzter Schritt eine Desodorierung durchgeführt. Bei der chemischen Raffination werden dem Öl geruchs- und geschmacksintensive Begleitstoffe wie Carbonylverbindungen, Kohlenwasserstoffe und freie Fettsäuren, aber auch flüchtige Verbindungen und Pestizide durch Wasserdampfdestillation unter Vakuum („Dämpfung“) entzogen. Dafür wird in das getrocknete und auf 200 bis 230 °C erhitzte Öl Wasserdampf („Strippdampf“) eingeblasen. Der Prozess dauert zwischen 20 und 60 Minuten und ist energieintensiv, da pro Tonne Öl 8 bis 12 Kilogramm Wasserdampf benötigt werden. Bei der physikalischen Raffination wird die Desodorierung in einem Arbeitsschritt mit der ebenfalls destillativen Entsäuerung durchgeführt. Die hohen Temperaturen bei der Desodorierung vermindern den Gehalt bestimmter erwünschter Begleitstoffe im Öl sowie die ernährungsphysiologisch positiven Tocopherole.

## Kosmetik

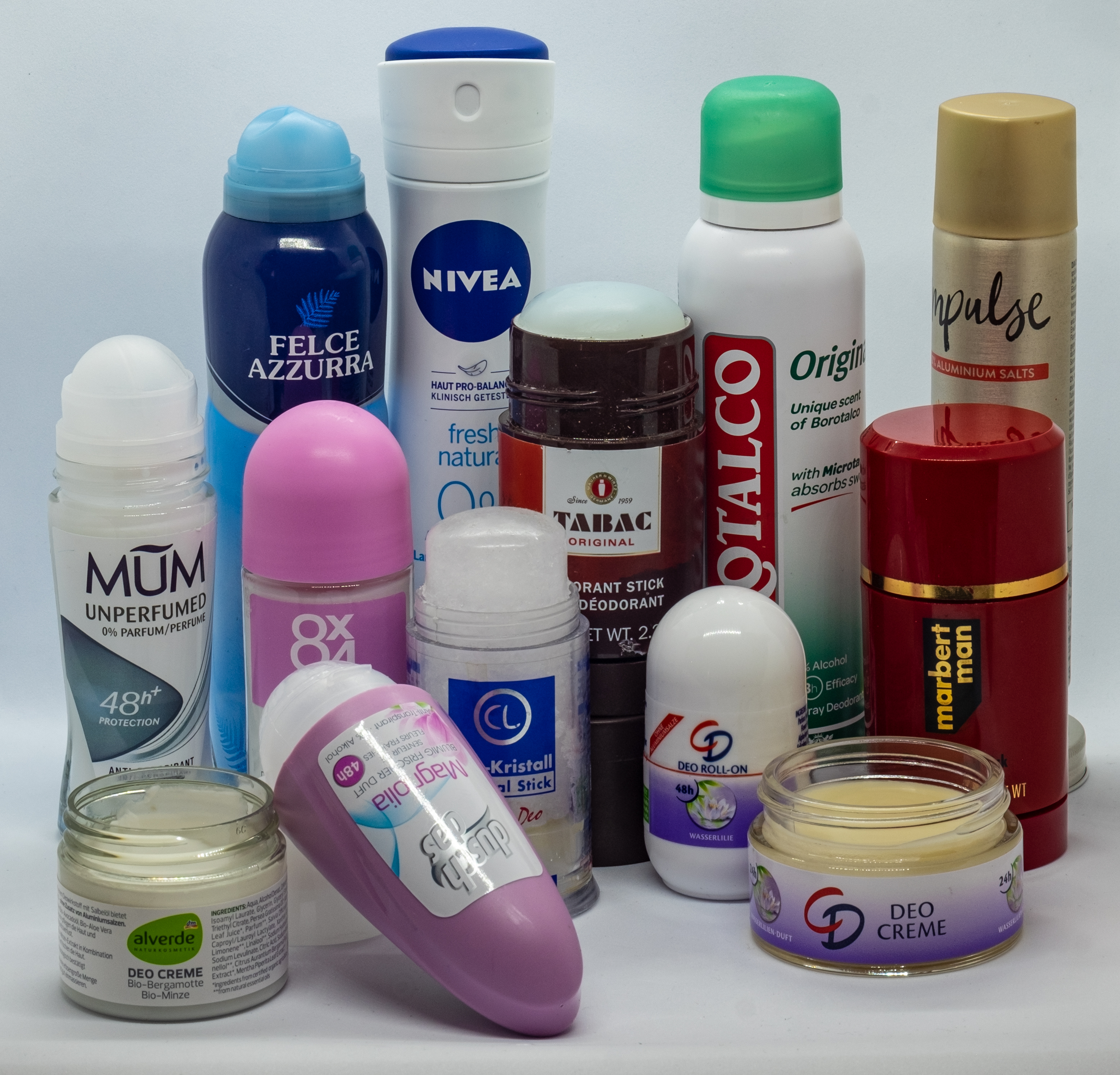
Deodorants

Bei kosmetischen Produkten zur Vermeidung und Beseitigung von Körpergeruch unterscheidet man zwischen Desodorantien (Deodorants) und Antitranspirantien (Antitranspirants).

### Desodorantien
Deodorants wirken bakterienhemmend und verhindern damit die Entstehung unangenehmer Gerüche, welche durch den bakteriellen Zersetzungsprozess des Schweißes auf der Haut hervorgerufen werden. Zusätzlich überlagert die Parfümierung der Produkte unangenehme Körpergerüche.

### Antitranspirantien
Antitranspirants verringern die Schweißsekretion durch eine vorübergehende Verengung der Schweißdrüsen. Alle Antitranspirants wirken auch antimikrobiell und sind somit auch Deodorants. Deodorants und Antitranspirants werden als Sprays (Aerosol), Pump-Sprays, Stifte, Roller und gelegentlich auch als Emulsionen (Crème) angeboten.